# Empis nimbaensis
Empis nimbaensis är en tvåvingeart som beskrevs av Christophe Daugeron och Patrick Grootaert 2005. Empis nimbaensis ingår i släktet Empis och familjen dansflugor.
Artens utbredningsområde är Guinea. Inga underarter finns listade i Catalogue of Life.